# IND Eighth Avenue Line
IND Eighth Avenue Line est une ligne (au sens de tronçon du réseau) souterraine du métro de New York qui dessert l'arrondissement de Manhattan. Issue de l'ancien réseau de l'Independent Subway System (IND), construit par la ville de New York à partir des années 1930, elle fait aujourd'hui partie de la Division B. Elle constitue l'une des lignes principales (trunk lines) du réseau qui donnent leur couleur (en l’occurrence le bleu) aux dessertes (services) qui les empruntent.
La ligne, inaugurée en 1932 et achevée en 1933 comporte aujourd'hui 30 stations, et tire son nom du fait que la plupart de son tracé est situé en dessous de la Huitième Avenue. Elle est empruntée par les métros A, C et E, et est reliée à l'IND Sixth Avenue Line au niveau de plusieurs stations à Manhattan. La couleur bleu marine a été adoptée en 1979.

## Histoire

### Projets de création de la ligne…
Dès mars 1918, peu de temps après la mise en service de la BMT Broadway Line jusqu'à la station de Times Square – 42nd Street, des plans d'extension vers l'Upper West Side et Washington Heights à partir des ébauches de ligne au niveau de la station 57th Street – Seventh Avenue (qui n'était alors pas encore ouverte) en passant par Central Park West furent envisagés. Le 3 août 1923, la création d'une nouvelle ligne baptisée Washington Heights Line fut approuvée par le New York City Board of Estimate sous la forme d'une prolongation de la BMT Broadway Line en direction de Washington Heights. La nouvelle ligne, qui devait débuter au croisement de Central Park West et de la 64e rue, devait comporter quatre voies et passer successivement sous Central Park West, la Huitième Avenue, Saint Nicholas Avenue et des propriétés privées jusqu'à la 173e rue, puis deux voies au-delà en passant sous Fort Washington Avenue jusqu'à la 193e rue. Au sud de la 64e rue, une ligne à deux voies devait être reliée aux ébauches de ligne de la Broadway Line au niveau de la 57e rue, tandis qu'une autre ligne à deux voies serait construite en direction du sud sous la Huitième Avenue jusqu'à la 30e rue, au niveau de Penn Station, avec possibilité d'une prolongation supplémentaire vers le sud,.
Cependant, le maire de l'époque, John Francis Hylan, était favorable à la création d'un réseau métropolitain indépendant, qui serait géré par la ville de New York (le futur Independent Subway System). Le 9 décembre 1924, le New York City Board of Transportation donna un accord préliminaire à la construction de plusieurs lignes dans l'arrondissement de Manhattan, dont une sous la Huitième Avenue. Le segment principal de la Washington Heights Line telle qu'elle avait été approuvée en 1923, c'est-à-dire le segment à quatre voies au nord de la 64e rue y figurait, mais il devrait être prolongé en direction du nord jusqu'à la 207e rue. En revanche, au sud de la 64e rue, le nouveau plan prévoyait la construction de quatre voies sous la Huitième Avenue, Greenwich Avenue, la future extension de la Sixième Avenue et Church Stereet, et non plus un rattachement à la Broadway Line. Deux voies seraient ensuite construites en direction de l'est sous Fulton Street, Wall Street, en passant sous l'East River en direction de Downtown Brooklyn.
Une cérémonie de lancement des travaux fut célébrée au croisement de Saint Nicholas Avenue et de la 123e rue le 14 mars 1925. La plus grosse partie de la Eighth Avenue Line, située entre Chambers Street – World Trade Center / Park Place et Inwood – 207th Street fut ouverte au public le 10 septembre 1932, après trois jours d'essais complets, mais sans passagers. Le Cranberry Street Tunnel, qui permettait le prolongement des voies express sous Fulton Street en direction de Jay Street – MetroTech à Brooklyn fut mis en service pendant les heures de pointe le 1er février 1933. La Jay–Smith–Ninth Street Line, permettant la prolongation de la ligne jusqu'à Jay Street – Borough Hall ouvrit quant à elle le 20 mars 1933.

### Mise en place des dessertes

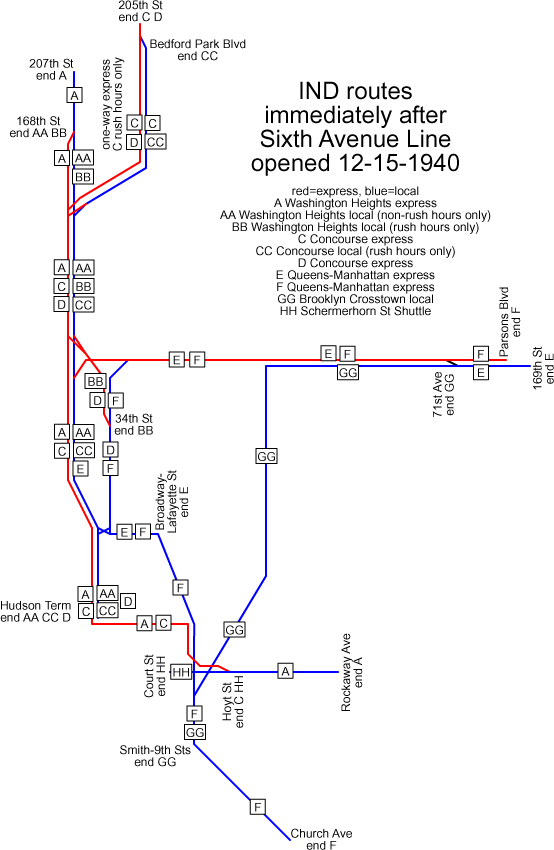
Présentation des dessertes de l'IND Eighth Avenue Line à la suite de l'ouverture de l'IND Sixth Avenue Line en décembre 1940.

Lors de l'ouverture de la ligne en 1932, deux services desservaient la ligne: les métros express A (qui ne circulait pas la nuit et le dimanche), et la desserte omnibus AA. À partir de février 1933, les premiers métros express et omnibus furent envoyés vers Brooklyn. Lorsque l'IND Concourse Line fut mise en service le 1er juillet 1933 les dessertes C (express) et CC (omnibus) furent mises en place ; elles empruntaient l'IND Eighth Avenue Line jusqu'à la 145e rue, puis la Concourse Line au-delà. Par conséquent, la desserte A devint omnibus au nord de la station 145th Street jusqu'à Inwood – 207th Street. La desserte E circula pour la première fois en omnibus au sud de la station 50th Street le 19 août 1933, lors de l'ouverture de l'IND Queens Boulevard Line.
La dernière modification significative des dessertes sur la ligne eut lieu le 15 décembre 1940, six mois après la consolidation des réseaux de l'IND, de la BMT et de l'IRT, lorsque l'IND Sixth Avenue Line fut mise en service. Le service AA redevint alors une desserte omnibus en dehors des heures de pointe, prenant le nom de BB, et empruntant l'IND Sixth Avenue Line au niveau de la station 59th Street – Columbus Circle pendant les heures de pointe. La desserte CC fut maintenue uniquement pendant les heures de pointe pour une desserte omnibus au sud de la 59e rue. En outre, les métros C devinrent une desserte spéciale pour les heures de pointe, et fut remplacée par une desserte continue baptisée D sur les voies express situées entre l'IND Sixth Avenue et l'IND Concourse Line. Ces modifications créèrent une organisation qui a été maintenue jusqu'à aujourd'hui avec cinq dessertes circulant aux heures régulières: la A en express, la B (alors appelée BB) partiellement en omnibus via la Sixth Avenue Line, la C en omnibus sur la Eighth Avenue Line, la D en express via la Sixth Avenue Line et la E en omnibus en provenance du Queens.

### Projets d'extension: l'IND Worth Street Line
La création d'une nouvelle ligne destinée à prolonger l'IND Eighth Avenue Line, l'IND Worth Street Line fut proposée dans le cadre du plan d'expansion du métro de 1929. Celle-ci devait se séparer de la ligne principale au croisement de la Sixième Avenue et de Church Street, au sud de Canal Street, et bifurquer vers le sud-est en direction de Worth Street. Selon les plans, la ligne devait passer par un tunnel à deux voies, avec des stations à Foley Square (desservant Lafayette Street et Centre Street, au nord de la Federal Plaza), Chatham Square (avec une possible liaison avec le Second Avenue Subway), Rutgers Street–East Broadway (avec une connexion avec l'IND Houston Street Line), et une station dans le Lower East Side, au niveau de Pitt Street et Grand Street.
La ligne, qui devait rejoindre le quartier de Williamsburg à Brooklyn devait également comporter des stations à Havemeyer Street, South Fourth Street (où elle devait rejoindre l'IND Crosstown Line et un complexe relié à l'IND Houston Street Line, l'IND Utica Avenue Line et une connexion vers Rockaway). Le segment de la ligne situé à Manhattan devait avoir une longueur d'environ 3,2 km, entre l'embranchement de Church Street et l'East River.
Bien que le projet n'aie jamais vu le jour, il reste quelques indices témoignant de la volonté de le réaliser. En particulier, les vestiges d'un début d'embranchement peuvent être aperçus depuis les voies omnibus au sud de la station Canal Street. De même, une large ouverture au-dessus du niveau des quais de la station East Broadway indique les bases de ce qui aurait pu devenir une station à deux voies. Enfin, au-dessus de la partie nord de la station Broadway située sur l'IND Crosstown Line, une station à six voies où l'IND Worth Street et l'IND Houston Street Line devaient converger peut être aperçue.

### Projets d'extension récents
En 2004, un rapport publié par la Lower Manhattan Development Corporation, dans le cadre d'une étude sur le Lower Manhattan Rail Link (en), un projet de relier Lower Manhattan et l'Aéroport international de New York - John-F.-Kennedy via le Long Island Railroad présenta plusieurs alternatives qui emprunteraient le Cranberry Street Tunnel au lieu de construire un nouveau tunnel sous l'East River. Ces alternatives impliqueraient entre autres que les métros C soient redirigés vers le Rutgers Street Tunnel.

## Infrastructure

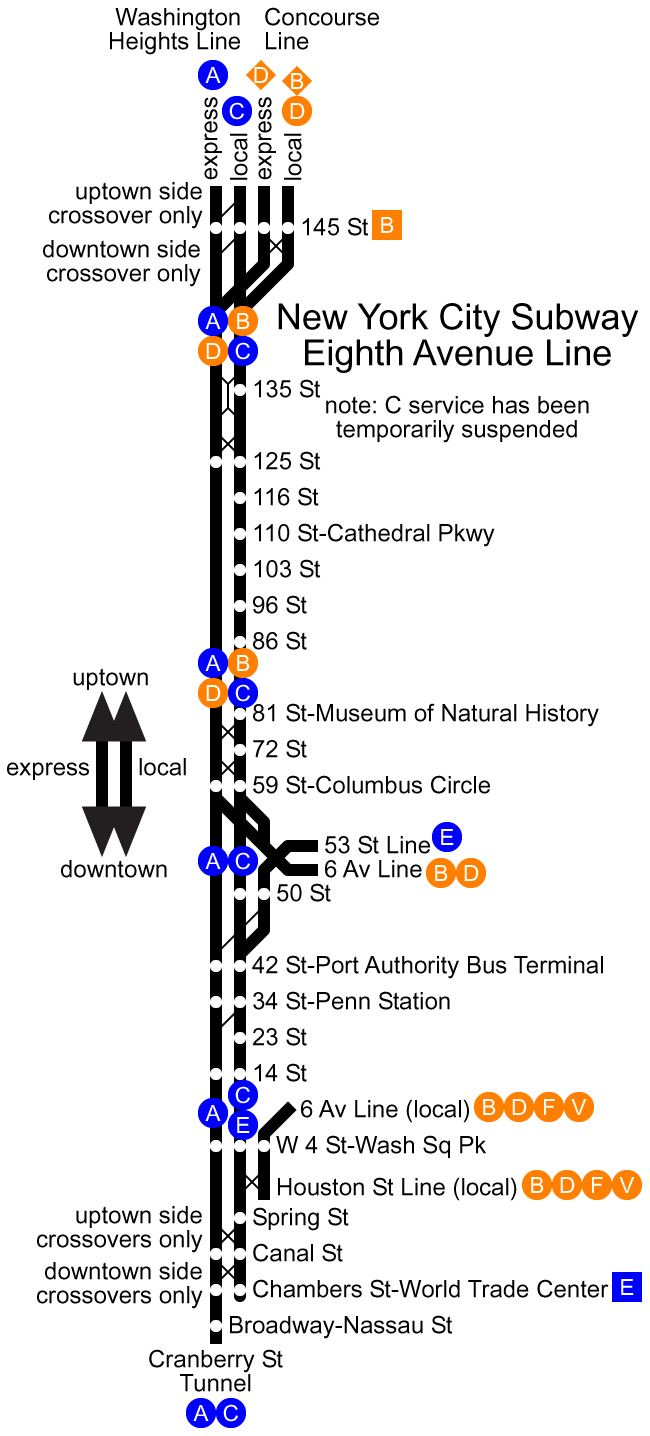
Tracé de lIND Eight Avenue Line (métros bleus) montrant les connexions avec lIND Sixth Avenue Line (métros orange).

| | Station                                 | Voies              | Dessertes             | Ouverture         | Correspondances |
| Manhattan                                                                                                 | Manhattan                               | Manhattan          | Manhattan             | Manhattan         | Manhattan |
| --- | --------------------------------------- | ------------------ | --------------------- | ----------------- | --- |
| | Inwood – 207th Street                   | Express            | (A)                   | 10 septembre 1932 | |
| | Dyckman Street                          | Express            | (A)                   | 10 septembre 1932 | |
| | 190th Street                            | Express            | (A)                   | 10 septembre 1932 | |
| | 181st Street                            | Express            | (A)                   | 10 septembre 1932 | |
| | 175th Street                            | Express            | (A) · (C)             | 10 septembre 1932 | George Washington Bridge Bus Terminal                                                                                           |
| | 168th Street                            | Express et omnibus | (A) · (C)             | 10 septembre 1932 | IRT Broadway-Seventh Avenue Line ()                                                                                             |
| | 163rd Street-Amsterdam Avenue           | Omnibus            | (A) · (C)             | 10 septembre 1932 | |
| | 155th Street                            | Omnibus            | (A) · (C)             | 10 septembre 1932 | |
| | 145th Street                            | Express et omnibus | (A) · (C)             | 10 septembre 1932 | IND Concourse Line () |
| Connexion avec l'IND Concourse Line (dessertes B et D)                                                    |                                         |                    |                       |                   | |
| | 135th Street                            | Omnibus            | (A) · (B) · (C)       | 10 septembre 1932 | |
| | 125th Street                            | Express et omnibus | (A) · (B) · (C) · (D) | 10 septembre 1932 | |
| | 116th Street                            | Omnibus            | (A) · (B) · (C)       | 10 septembre 1932 | |
| | 110th Street-Cathedral Parkway          | Omnibus            | (A) · (B) · (C)       | 10 septembre 1932 | |
| | 103rd Street                            | Omnibus            | (A) · (B) · (C)       | 10 septembre 1932 | |
| | 96th Street                             | Omnibus            | (A) · (B) · (C)       | 10 septembre 1932 | |
| | 86th Street                             | Omnibus            | (A) · (B) · (C)       | 10 septembre 1932 | |
| | 81st Street-Museum of Natural History   | Omnibus            | (A) · (B) · (C)       | 10 septembre 1932 | |
| | 72nd Street                             | Omnibus            | (A) · (B) · (C)       | 10 septembre 1932 | |
| | 59th Street-Columbus Circle             | Express et omnibus | (A) · (B) · (C) · (D) | 10 septembre 1932 | IRT Broadway-Seventh Avenue Line ()                                                                                             |
| Connexion avec l'IND Sixth Avenue Line (dessertes B et D)                                                 |                                         |                    |                       |                   | |
| | 50th Street                             | Omnibus            | (A) · (C)             | 10 septembre 1932 | IND Queens Boulevard Line () |
| Connexion avec l'IND Queens Boulevard Line (desserte E)                                                   |                                         |                    |                       |                   | |
| | 42nd Street-Port Authority Bus Terminal | Express et omnibus | (A) · (C) · (E)       | 10 septembre 1932 | IRT Broadway-Seventh Avenue Line () IRT Flushing Line () 42nd Street Shuttle () BMT Broadway Line () à Times Square-42nd Street |
| | 34th Street-Penn Station                | Express et omnibus | (A) · (C) · (E)       | 10 septembre 1932 | Penn Station (Amtrak, Long Island Rail Road et New Jersey Transit)                                                              |
| | 23rd Street                             | Omnibus            | (A) · (C) · (E)       | 10 septembre 1932 | |
| | 14th Street                             | Express et omnibus | (A) · (C) · (E)       | 10 septembre 1932 | BMT Canarsie Line () |
| | West Fourth Street-Washington Square    | Express et omnibus | (A) · (C) · (E)       | 10 septembre 1932 | IND Sixth Avenue Line () PATH à Ninth Street                                                                                    |
| Connexion avec l'IND Sixth Avenue Line (pas de lignes régulières)                                         |                                         |                    |                       |                   | |
| | Spring Street                           | Omnibus            | (A) · (C) · (E)       | 10 septembre 1932 | |
| | Canal Street                            | Express et omnibus | (A) · (C) · (E)       | 10 septembre 1932 | |
| | Chambers Street                         | Express            | (A) · (C)             | 10 septembre 1932 | |
| | World Trade Center                      | Omnibus            | (E)                   | 10 septembre 1932 | IRT Broadway-Seventh Avenue Line () PATH à World Trade Center                                                                   |
| Fin des voies omnibus                                                                                     |                                         |                    |                       |                   | |
| | Fulton Street                           | Express            | (A) · (C)             | 1er février 1933  | IRT Broadway-Seventh Avenue Line () BMT Nassau Street Line () IRT Lexington Avenue Line ()                                      |
| Passage par le Cranberry Street Tunnel                                                                    |                                         |                    |                       |                   | |
| | High Street                             | Express            | (A) · (C)             | 24 juin 1933      | |
| Prolongée par l'IND Fulton Street Line (dessertes A et C) et l'IND Culver Line (pas de lignes régulières) |                                         |                    |                       |                   | |

## Exploitation
Le service de la desserte A va de l'extrême Nord de Manhattan, au niveau dans le quartier d'Inwood, au sud de Brooklyn, au niveau du Rockaway Park, en passant par l'aéroport international de New York-John F. Kennedy. Le service de la desserte C suit le même parcours que la A, mais seulement sur Manhattan, entre Inwood et l'Euclid Avenue, située à la frontière entre le Queens et Manhattan. La desserte E, rattachée à l'IND Eighth Avenue Line suit quant à elle un parcours totalement différent, elle part de Jamaica 179 St, dans le Queens pour rejoindre le World Trade Center à la pointe Sud de Manhattan. Seule, une courte portion est donc commune aux dessertes A, C et E, entre Times Square et le World Trade Center. La ligne comporte quatre voies sur l'essentiel de son tracé (deux pour les métros express, et deux pour les métros omnibus), sauf à l'extrême nord (métros A) et à l'extrême sud (métros E) de la ligne, où on ne retrouve que deux voies.
|     | Service                                    | Parcours desservi                                                                     |
| --- | ------------------------------------------ | ------------------------------------------------------------------------------------- |
| (A) | Express (local en fin de nuit)             | Intégralité de la ligne de Inwood – 207th Street (Manhattan) à Rockaway Park (Queens) |
| (C) | Omnibus (ne fonctionne pas en fin de nuit) | Du sud de 168th Street (Manhattan) à Euclid Avenue (Queens)                           |
| (E) | Omnibus                                    | De Jamaica – 179th Street (Queens) au World Trade Center (Manhattan)                  |